# Datis
Datis ili Dat je bio medijski admiral u službi Perzijskog Carstva u doba vladavine Darija Velikog. Najpoznatiji je po bitci kod Lade gdje je okončan Jonski ustanak, te po tome što je zajedno s Artafernom zapovjedao prvim perzijskim pohodom na Grčku.
Datis je 490. pr. Kr. bio jedan od perzijskih zapovjednika odgovoran za opsadu Naksosa i pustošenje Eretrije. Također, bio je jedan od zapovjednika i prilikom perzijske ekspedicije protiv Atene u bitci kod Maratona iste godine. Ktezije u svojim radovima spominje kako je Datis poginuo u toj bitci i kako su Atenjani odbili vratiti njegovo tijelo, dok Herodot navodi kako je preživio.
Datisa je zajedno s Artafernom na dužnost pozvao Darije Veliki, budući kako je Mardonije privremeno razješen vojne dužnosti jer je bio ranjen prilikom ekspedicije protiv Tračana. 

## Vanjske poveznice
- Datis, Livius.org Arhivirana inačica izvorne stranice od 29. rujna 2012. (Wayback Machine)
- Datis (enciklopedija Britannica)